# Абаканович, Павел Константинович
Па́вел Константи́нович Абакано́вич (1855—1917) — русский военный деятель, генерал.

## Биография
Родился 31 декабря 1855 года. Католик.
Сын коллежского асессора Константина Петровича Абакановича, брат генерал-лейтенанта Станислава Константиновича Абакановича (1860—1914).
Образование получил в Нижегородском кадетском корпусе (1873).
- В службу вступил 12 августа 1873 года.
- Окончил 3-е военное Александровское училище. Выпущен прапорщиком (ст. 04.08.1875) в лейб-гвардии Кексгольмский полк (по другим данным — лейб-гвардии Литовский полк).
- Подпоручик (ст. 30.08.1877).
- Участник русско-турецкой войны 1877−1878.
- Поручик (ст. 28.03.1882).
- Штабс-капитан (ст. 30.08.1886).
- Капитан (ст. 30.08.1891), командовал ротой 9 лет и 8 месяцев.
- Полковник (ст. 06.12.1896).
- На 01.05.1902 в лейб-гвардии Литовском полку.
- Командир 75-го пехотного Севастопольского полка (с 03.02.1903).
- Генерал-майор (пр. 1907; ст. 12.11.1907; за отличие).
- Командир 2-й бригады 32-й пехотной дивизии (12.11.1907−21.11.1908).
- Командир 2-й бригады 42-й пехотной дивизии (21.11.1908−02.05.1913).
- Генерал для поручений при командующем войсками Иркутского военного округа (с 02.05.1913).

## УчастникПервой мировой войны
- Командир бригады 77-й пехотной дивизии (с 05.08.1914).
- Командующий 53-й пехотной дивизией (03.04.1915−12.08.1915).
- 11.05.1915 уволен в отставку (по другим данным — 12.08.1915).
- 21.10.1915 вновь принят на службу.
- Генерал-лейтенант (ст. 13.06.1915).
- И.д. начальника санитарного отдела штаба 4-й армии (с 21.10.1915).
- На 10.07.1916 в том же чине и должности.

Погиб в ноябре 1917 года.
Холост.

## Награды
- Орден Святого Станислава 3-й степени с мечами и бантом (1878);
- Орден Святой Анны 4-й степени (878);
- Орден Святого Станислава 2-й степени (1893);
- Орден Святой Анны 2-й степени (1899);
- Орден Святого Владимира 4-й степени с бантом (1901);
- Орден Святого Владимира 3-й степени (1904);
- Орден Святого Станислава]] 1-й степени (1912);
- Орден Святой Анны 1 степени (1915);
- Мечи к ордену святого Станислава 1-й степени (1915).
- Орден Святого Георгия 4-й степени (1916).